# فرانسوا لماسون
فرانسوا لماسون (انگلیسی: François Lemasson؛ زادهٔ ۱۵ نوامبر ۱۹۶۳) بازیکن فوتبال اهل فرانسه است.
از باشگاه‌هایی که در آن بازی کرده‌است می‌توان به باشگاه فوتبال المپیک لیون، باشگاه فوتبال کان، باشگاه فوتبال کن، باشگاه فوتبال پاری سن ژرمن، باشگاه ورزشی مون‌پلیه، باشگاه فوتبال ستاره سرخ، باشگاه فوتبال المپیک مارسی، و باشگاه فوتبال سن-اتین اشاره کرد.